# Бельгия на летних Олимпийских играх 2024

## Медали
| Медаль  | Спортсмен(ы)       | Вид спорта      | Дисциплина                 | Дата       |
| ------- | ------------------ | --------------- | -------------------------- | ---------- |
| Золото  | Ремко Эвенепул     | Велоспорт       | Гонка с раздельным стартом | 27 июля    |
| Золото  | Ремко Эвенепул     | Велоспорт       | Групповая шоссейная гонка  | 3 августа  |
| Золото  | Нафиссату Тиам     | Лёгкая атлетика | Семиборье                  | 9 августа  |
| Серебро | Башир Абди         | Лёгкая атлетика | Марафон                    | 10 августа |
| Бронза  | Ваут ван Арт       | Велоспорт       | Гонка с раздельным стартом | 27 июля    |
| Бронза  | Габриэлла Виллемс  | Дзюдо           | 70 кг                      | 31 июля    |
| Бронза  | Лотте Копеки       | Велоспорт       | Групповая шоссейная гонка  | 4 августа  |
| Бронза  | Фабио ван ден Босс | Велоспорт       | Омниум                     | 8 августа  |
| Бронза  | Нор Видтс          | Лёгкая атлетика | Семиборье                  | 9 августа  |
| Бронза  | Сара Шаари         | Тхэквондо       | 67 кг                      | 9 августа  |

| Вид спорта      | 1 | 2 | 3 | Всего |
| Велоспорт       | 2 | 0 | 3 | 5     |
| Лёгкая атлетика | 1 | 1 | 1 | 3     |
| Дзюдо           | 0 | 0 | 1 | 1     |
| Тхэквондо       | 0 | 0 | 1 | 1     |
| Всего           | 3 | 1 | 6 | 10    |

| Медали по датам | Медали по датам | Медали по датам | Медали по датам | Медали по датам | Медали по датам |
| --------------- | --------------- | --------------- | --------------- | --------------- | --------------- |
| Дата            | 1               | 2               | 3               | Всего           |                 |
| 27 июля         | 1               | 0               | 1               | 2               |                 |
| 31 июля         | 0               | 0               | 1               | 1               |                 |
| 3 августа       | 1               | 0               | 0               | 1               |                 |
| 4 августа       | 0               | 0               | 1               | 1               |                 |
| 8 августа       | 0               | 0               | 1               | 1               |                 |
| 9 августа       | 1               | 0               | 2               | 3               |                 |
| 10 августа      | 0               | 1               | 0               | 1               |                 |
| Всего           | 3               | 1               | 6               | 10              |                 |

| Медали по полу | Медали по полу | Медали по полу | Медали по полу | Медали по полу |
| -------------- | -------------- | -------------- | -------------- | -------------- |
| Пол            | 1              | 2              | 3              | Всего          |
| Мужчины        | 2              | 1              | 2              | 5              |
| Женщины        | 1              | 0              | 4              | 5              |
| Микст          | 0              | 0              | 0              | 0              |
| Всего          | 3              | 1              | 6              | 10             |

| Мультимедалисты | Мультимедалисты | Мультимедалисты | Мультимедалисты | Мультимедалисты | Мультимедалисты | Мультимедалисты |
| --------------- | --------------- | --------------- | --------------- | --------------- | --------------- | --------------- |
| Спортсмен       | Вид спорта      | 1               | 2               | 3               | Total           |                 |
| Ремко Эвенепул  | Велоспорт       | 2               | 0               | 0               | 2               |                 |

## Квалификация

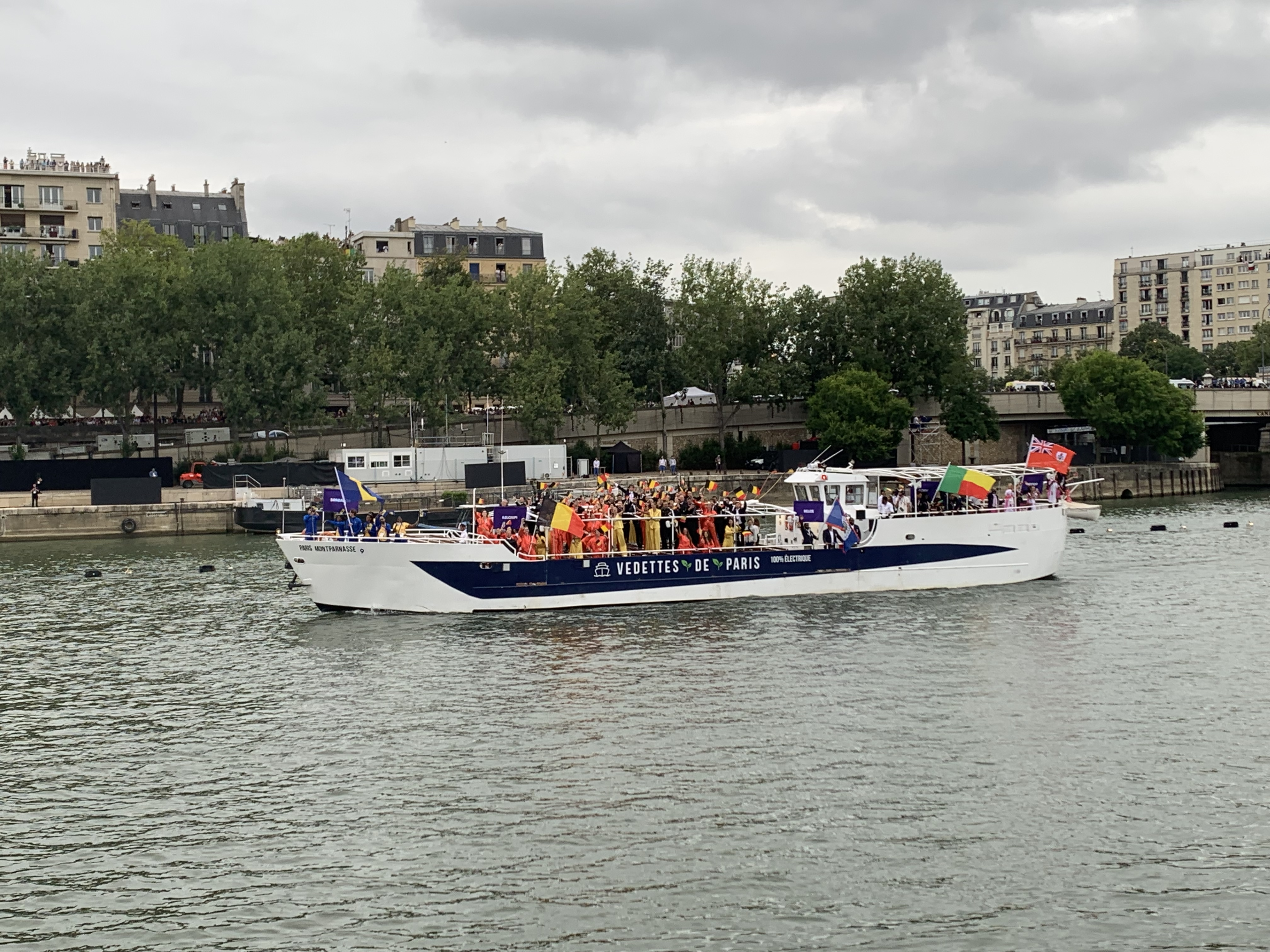
Олимпийская сборная Бельгии на церемонии открытия летних Олимпийских игр 2024

| № п/п | Вид спорта                  | Мужчины        | Мужчины                | Женщины        | Женщины                | Всего          | Всего                  |
| № п/п | Вид спорта                  | Завоевано квот | Количество спортсменов | Завоевано квот | Количество спортсменов | Завоевано квот | Количество спортсменов |
| ----- | --------------------------- | -------------- | ---------------------- | -------------- | ---------------------- | -------------- | ---------------------- |
| 1     | Академическая гребля        | 2              | 3                      |                |                        | 2              | 3                      |
| 2     | Бадминтон                   | 1              | 1                      | 1              | 1                      | 2              | 2                      |
| 3     | Баскетбол                   |                |                        | 1              | 12                     | 1              | 12                     |
| 4     | Бокс                        | 2              | 2                      | 1              | 1                      | 3              | 3                      |
| 5     | Велоспорт                   | 12             | 11                     | 13             | 10                     | 25             | 21                     |
| 6     | Спортивная гимнастика       | 3              | 3                      | 2              | 2                      | 5              | 5                      |
| 7     | Гольф                       | 2              | 2                      | 1              | 1                      | 3              | 3                      |
| 8     | Гребля на байдарках и каноэ | 1              | 1                      | 3              | 2                      | 4              | 3                      |
| 9     | Дзюдо                       | 3              | 3                      | 1              | 1                      | 4              | 4                      |
| 10    | Конный спорт                |                | 5                      |                | 5                      | 12             | 10                     |
| 11    | Лёгкая атлетика             | 21             | 21                     | 17             | 18                     | 39             | 39                     |
| 12    | Настольный теннис           | 2              | 2                      | 0              | 0                      | 2              | 2                      |
| 13    | Парусный спорт              | 2              | 4                      | 2              | 4                      | 5              | 8                      |
| 14    | Плавание                    | 3              | 1                      | 5              | 3                      | 8              | 4                      |
| 15    | Спортивное скалолазание     | 1              | 1                      | 0              | 0                      | 1              | 1                      |
| 16    | Теннис                      | 2              | 3                      |                |                        | 2              | 3                      |
| 17    | Триатлон                    | 2              | 2                      | 2              | 2                      | 4              | 4                      |
| 18    | Тхэквондо                   |                |                        | 1              | 1                      | 1              | 1                      |
| 19    | Тяжёлая атлетика            |                |                        | 1              | 1                      | 1              | 1                      |
| 20    | Фехтование                  | 1              | 1                      |                |                        | 1              | 1                      |
| 21    | Хоккей на траве             | 1              | 19                     | 1              | 19                     | 2              | 38                     |
|       | ИТОГО                       | 61             | 85                     | 52             | 83                     | 127            | 168                    |

## Состав команды
Академическая гребля
1. Тим Брис[англ.]
2. Нильс ван Зандвеге[англ.]
3. Тибо Виве[англ.]

 Бадминтон
1. Жюльен Каррагги[англ.]
2. Лианне Тан[англ.]

 Баскетбол
1. Элиз Раметт[англ.]
2. Антония Деларе
3. Лор Резимон[англ.]
4. Эмма Миссеман
5. Кьяра Линскенс
6. Настя Классенс[англ.]
7. Бетти Мунунга[англ.]
8. Бэкки Мэсси[англ.]
9. Максуэль Лисова-Мбака[англ.]
10. Билли Мэсси[англ.]
11. Жюли Ванло
12. Ине Йорис[англ.]

 Бокс
1. Василе Устурой
2. Виктор Шельстрат
3. Ошин Дерьюв[нидерл.]

Велоспорт
 Шоссейный велоспорт
1. Ремко Эвенепул
2. Яспер Стёйвен
3. Ваут ван Арт
4. Тиш Бенот
5. Жюстин Гекиер[англ.]
6. Лотте Копеки
7. Жюли ван де Вельде[англ.]
8. Марго Ванпахтенбеке[англ.]

 Трековый велоспорт
1. Линдси Де Вилдер[англ.]
2. Фабио ван ден Босс[англ.]
3. Тюр Денс[англ.]
4. Ноа Ванденбранден[англ.]
5. Ники Дегрендель[англ.]
6. Жюли Николаес[англ.]
7. Катрейн де Клерк[англ.]
8. Элен Эстерс[англ.]

 Маунтинбайк
1. Пьер де Фруадмон[англ.]
2. Йенс Шуерманс[англ.]
3. Эмелин Детийё[англ.]

 BMX
BMX-гонки
1. Рубен Гоммерс[англ.]
2. Айко Гоммерс[англ.]

Гимнастика
 Спортивная гимнастика
1. Лука ван ден Кейбюс[англ.]
2. Глен Кьюл[англ.]
3. Ноа Куавита[англ.]
4. Нина Дервал
5. Маллиз Брассар[англ.]

 Гольф
1. Томас Детри[англ.]
2. Адриан Дюмон де Шассар[англ.]
3. Манон де Роэ[англ.]

Гребля на байдарках и каноэ
 Гребля на гладкой воде
1. Артур Петерс[англ.]*
2. Эрмьен Петерс[англ.]
3. Лиз Брукс[англ.]

 Дзюдо
1. Йорре Ферстрэтен
2. Маттиас Кассе
3. Тома Никифоров
4. Габриэлла Виллемс

 Конный спорт
1. Флора де Винне[англ.]
2. Домьен Михелс[англ.]
3. Ларисса Полюи[англ.]
4. Лара де Лидекерке-Мейер[англ.]
5. Карин Донкерс[англ.]
6. Тине Магнус[англ.]
7. Жиль Тома[англ.]
8. Жером Гери[англ.]
9. Грегори Ватле[англ.]
10. Вильм Вермейер[англ.]

 Лёгкая атлетика
1. Александер Дом[англ.]
2. Дилан Борле
3. Йонатан Сакор[англ.]
4. Элиотт Крестан[англ.]
5. Тибо де Смет[англ.]
6. Питер Сиск[англ.]
7. Рубен Верхейден[англ.]
8. Йохем Вермёлен[англ.]
9. Йон Хейманс[англ.]
10. Исаак Кимели[англ.]
11. Мишель Обасюи[англ.]
12. Эли Бакари[англ.]
13. Башир Абди
14. Коэн Наерт[англ.]
15. Мишель Сомер[англ.]
16. Кевин Борле
17. Флоран Мабий[англ.]
18. Тома Кармуа[англ.]
19. Бен Брудерс[англ.]
20. Филип Миланов
21. Тимоти Херман[англ.]
22. Рони Росиус[англ.]
23. Дельфин Нканса[англ.]
24. Имке Верват[англ.]
25. Синтия Болинго[англ.]
26. Елена Понетт[англ.]
27. Элизе Вандерэльст[англ.]
28. Лиза Ромс[англ.]
29. Ханне Клас[англ.]
30. Наоми ван ден Брук[англ.]
31. Полин Кукюйт[англ.]
32. Ханне Вербрюгген[англ.]
33. Хлоя Эрбье[англ.]
34. Элиз Меюис[англ.]
35. Рани Винке[англ.]
36. Камиль Ло[англ.]
37. Ванесса Стеркендрис[англ.]
38. Нафиссату Тиам
39. Нор Видтс

 Настольный теннис
1. Мартин Аллегро[англ.]
2. Седрик Нюйтинк[англ.]

 Парусный спорт
1. Вилльям де Смет[англ.]
2. Янник Лефёвр[англ.]
3. Ян Энинк[англ.]
4. Лукас Клайссенс[англ.]
5. Эмма Пласхарт[англ.]
6. Изаура Манхаут[англ.]
7. Анук Гёртс[англ.]
8. Элине Верстрален[англ.]

 Плавание
1. Лукас Энво[англ.]
2. Флорин Гаспар[англ.]
3. Валентин Дюмон[англ.]
4. Рос Ваноттердейк

 Спортивное скалолазание
1. Ханнес ван Дёйсен[англ.]

 Теннис
1. Зизу Бергс
2. Сандер Жийе
3. Йоран Влиген

 Триатлон
1. Йелле Генс[англ.]
2. Мартен ван Рил[англ.]
3. Йолиен Вермейлен[англ.]
4. Клэр Мишель

 Тхэквондо
1. Сара Шаари

 Тяжёлая атлетика
1. Нина Стеркс

 Фехтование
1. Нейссер Лойола[англ.]

 Хоккей на траве
1. Лоик ван Дорен[англ.]
2. Тибо Стокбрукс[англ.]
3. Артур ван Дорен[англ.]
4. Джон-Джон Домен
5. Флоран ван Обель
6. Седрик Шарлье[англ.]
7. Готье Боккар
8. Николас де Керпель[англ.]
9. Александр Хендрикс
10. Феликс Денайер
11. Венсан Ванаш
12. Артур де Словер[англ.]
13. Антуан Кина[англ.]
14. Лоик Люпаэр[англ.]
15. Виктор Веньез[англ.]
16. Том Бон[англ.]
17. Максим ван Ост[англ.]
18. Нельсон Онана[англ.]
19. Арно ван Дессел[англ.]
20. Жюстин Расир[англ.]
21. Дельфин Марьен[англ.]
22. Эбигейл Рэй[англ.]
23. Шарлотта Энглебер[англ.]
24. Эдит Вандермейрен[англ.]
25. Эмма Пюврес[англ.]
26. Эмили Уайт[англ.]
27. Алиса Жерньер[англ.]
28. Ванесса Блокманс[англ.]
29. Мишель Стрёйк[англ.]
30. Барбара Нелен[англ.]
31. Айслинг Д’Хоге[англ.]
32. Стефани Ванден Борр[англ.]
33. Лин Хиллеварт[англ.]
34. Элоди Пикар[англ.]
35. Амбре Балленгин[англ.]
36. Люси Брейне[англ.]
37. Элен Брассёр[англ.]
38. Камиль Белис[англ.]

## Академическая гребля
Бельгия завоевала две квоты на участие в соревнованиях по академической гребле на Европейской квалификационной регате 2024 года в Сегеде, Венгрия.
Мужчины
| Спортсмен                    | Дисциплина       | Заезд   | Заезд  | Утеш. заезд | Утеш. заезд | Четвертьфиналы | Четвертьфиналы | Полуфиналы | Полуфиналы | Финалы  | Финалы |
| Спортсмен                    | Дисциплина       | Время   | Место  | Время       | Место       | Время          | Место          | Время      | Место      | Время   | Место  |
| ---------------------------- | ---------------- | ------- | ------ | ----------- | ----------- | -------------- | -------------- | ---------- | ---------- | ------- | ------ |
| Тим Брис                     | Одиночки         | 6.52,35 | 3 Q QF | —           | —           | 6.46,26        | 2 Q SA/B       | 6.45,32    | 3 Q FA     | 6.48,44 | 4      |
| Нильс ван Зандвеге Тибо Виве | Двойки легковесы | 6.42,99 | 3 R    | 6.45,07     | 1 Q SA/B    | —              | —              | 6.30,49    | 5 Q FB     | 6.20,28 | 9      |

Легенда: FA=Финал А (медали); FB=Финал В; FC=Финал С; FD=Финал D; FE=Финал E; FF=Финал F; SA/B=Полуфиналы A/B; SC/D=Полуфиналы C/D; SE/F=Полуфиналы E/F; QF=Четвертьфиналы; R=Утешительные заезды

## Бадминтон
Бельгия получила две квоты на участие в олимпийском турнире по бадминтону в соответствии с Олимпийским рейтингом BWF.
Мужчины
| Спортсмен       | Категория         | Группы                                   | Группы                           | Группы               | Группы | 1/8 финала           | Четвертьфиналы       | Полуфиналы           | Финал / За 3 место   | Финал / За 3 место |
| Спортсмен       | Категория         | Соперник Счет                            | Соперник Счет                    | Соперник Счет        | Место  | Соперник Счет        | Соперник Счет        | Соперник Счет        | Соперник Счет        | Место              |
| --------------- | ----------------- | ---------------------------------------- | -------------------------------- | -------------------- | ------ | -------------------- | -------------------- | -------------------- | -------------------- | ------------------ |
| Жюльен Каррагги | Мужчины одиночный | INAДжонатан Кристи П 18-21, 21–11, 21–16 | INDЛакшья Сен П 21–19, 21–14     | GUAКевин Кордон В WO | 3      | завершил выступление | завершил выступление | завершил выступление | завершил выступление | 27                 |
| Лианне Тан      | Женщины одиночный | TPEДай Цзыин П 21-15, 21–14              | THAРатчанок Интанон П 21-8, 21–8 | —                    | 3      | завершил выступление | завершил выступление | завершил выступление | завершил выступление | 27                 |

## Баскетбол
Женская баскетбольная команда Бельгии завоевала право участвовать в олимпийском турнире, заняв второе место на отборочном олимпийском турнире в Антверпене, Бельгия.
| Команда | Соревнование   | Групповая стадия   | Групповая стадия | Групповая стадия | Групповая стадия | Четвертьфиналы    | Полуфиналы             | Финал / Матч за 3 место | Финал / Матч за 3 место |
| Команда | Соревнование   | Соперник Счёт      | Соперник Счёт    | Соперник Счёт    | Место            | Соперник Счёт     | Соперник Счёт          | Соперник Счёт           | Место                   |
| ------- | -------------- | ------------------ | ---------------- | ---------------- | ---------------- | ----------------- | ---------------------- | ----------------------- | ----------------------- |
| Бельгия | Женский турнир | Германия · П 69–83 | США · П 74–87    | Япония · В 85–58 | 3 q              | Испания · В 66–79 | Франция · П 81–75 (OT) | Австралия · П 81–85     | 4                       |

### Женский турнир
Состав команды
Состав команды был объявлен 6 июля 2024 года.
Тренер:  Рахид Мезьян
- Элиз Раметт[англ.] РЗ
- Антония Деларе ЛФ
- Лор Резимон[англ.] ЛФ
- Эмма Миссеман (К) ТФ
- Кьяра Линскенс Ц
- Настя Классенс[англ.] ТФ
- Бетти Мунунга[англ.] ЛФ
- Бэкки Мэсси[англ.] Ц
- Максуэль Лисова-Мбака[англ.] ЛФ
- Билли Мэсси[англ.] Ц
- Жюли Ванло РЗ
- Ине Йорис[англ.] Ф

Групповой этап
| Поз | Команда  | И | В | П | ОЗ  | ОП  | РО  | О | Квалификация                                                |
| --- | -------- | - | - | - | --- | --- | --- | - | ----------------------------------------------------------- |
| 1   | США      | 3 | 3 | 0 | 276 | 218 | +58 | 6 | Четвертьфинал                                               |
| 2   | Германия | 3 | 2 | 1 | 226 | 220 | +6  | 5 | Четвертьфинал                                               |
| 3   | Бельгия  | 3 | 1 | 2 | 228 | 228 | 0   | 4 | Команда имеет шанс пройти в четвертьфинал согласно рейтингу |
| 4   | Япония   | 3 | 0 | 3 | 198 | 262 | −64 | 3 |                                                             |

| 29 июля 2024 13:30 v | Отчёт | Германия                   | 83:69    | Бельгия     | Пьер Моруа, Лилль Зрителей: 20211 Судьи: Мартин Вулич (Хорватия), Карлос Перальта (Эквадор), Ян Давидсон (Молдова) |
| 29 июля 2024 13:30 v | Отчёт | 25:11, 21:14, 14:17, 23:27 |          |             | Пьер Моруа, Лилль Зрителей: 20211 Судьи: Мартин Вулич (Хорватия), Карлос Перальта (Эквадор), Ян Давидсон (Молдова) |
| 29 июля 2024 13:30 v | Отчёт | Сабалли 17                 | Очки     | Миссеман 25 | Пьер Моруа, Лилль Зрителей: 20211 Судьи: Мартин Вулич (Хорватия), Карлос Перальта (Эквадор), Ян Давидсон (Молдова) |
| 29 июля 2024 13:30 v | Отчёт | Гюлих 7                    | Подборы  | Линскенс 6  | Пьер Моруа, Лилль Зрителей: 20211 Судьи: Мартин Вулич (Хорватия), Карлос Перальта (Эквадор), Ян Давидсон (Молдова) |
| 29 июля 2024 13:30 v | Отчёт | Петерсон 8                 | Передачи | Ванло 6     | Пьер Моруа, Лилль Зрителей: 20211 Судьи: Мартин Вулич (Хорватия), Карлос Перальта (Эквадор), Ян Давидсон (Молдова) |

| 1 августа 2024 21:00 v | Отчёт | Бельгия                    | 74 : 87  | США       | Пьер Моруа, Лилль Зрителей: 25044 Судьи: Войцех Личка (Польша), Луис Кастильо (Испания), Ариадна Чуека (Испания) |
| 1 августа 2024 21:00 v | Отчёт | 23:23, 15:23, 15:14, 21:27 |          |           | Пьер Моруа, Лилль Зрителей: 25044 Судьи: Войцех Личка (Польша), Луис Кастильо (Испания), Ариадна Чуека (Испания) |
| 1 августа 2024 21:00 v | Отчёт | Миссеман 24                | Очки     | Стюарт 26 | Пьер Моруа, Лилль Зрителей: 25044 Судьи: Войцех Личка (Польша), Луис Кастильо (Испания), Ариадна Чуека (Испания) |
| 1 августа 2024 21:00 v | Отчёт | Деларе                     | Подборы  | Уилсон 13 | Пьер Моруа, Лилль Зрителей: 25044 Судьи: Войцех Личка (Польша), Луис Кастильо (Испания), Ариадна Чуека (Испания) |
| 1 августа 2024 21:00 v | Отчёт | Деларе 8                   | Передачи | Ионеску 5 | Пьер Моруа, Лилль Зрителей: 25044 Судьи: Войцех Личка (Польша), Луис Кастильо (Испания), Ариадна Чуека (Испания) |

| 4 августа 2024 11:00 v | Отчёт | Япония                    | 58 : 85  | Бельгия                  | Пьер Моруа, Лилль Зрителей: 25134 Судьи: Борис Крежич (Словения), Войцех Личка (Польша), Петер Пракш (Венгрия) |
| 4 августа 2024 11:00 v | Отчёт | 7:19, 16:20, 16:22, 19:24 |          |                          | Пьер Моруа, Лилль Зрителей: 25134 Судьи: Борис Крежич (Словения), Войцех Личка (Польша), Петер Пракш (Венгрия) |
| 4 августа 2024 11:00 v | Отчёт | Хаяси 13                  | Очки     | Миссеман 30              | Пьер Моруа, Лилль Зрителей: 25134 Судьи: Борис Крежич (Словения), Войцех Личка (Польша), Петер Пракш (Венгрия) |
| 4 августа 2024 11:00 v | Отчёт | Акахо 5                   | Подборы  | Линскенс, Миссеман по 10 | Пьер Моруа, Лилль Зрителей: 25134 Судьи: Борис Крежич (Словения), Войцех Личка (Польша), Петер Пракш (Венгрия) |
| 4 августа 2024 11:00 v | Отчёт | Матида, Миядзаки по 4     | Передачи | Массей 7                 | Пьер Моруа, Лилль Зрителей: 25134 Судьи: Борис Крежич (Словения), Войцех Личка (Польша), Петер Пракш (Венгрия) |

Рейтинг третьих команд
| Поз | Гр. | Команда | И | В | П | ОЗ  | ОП  | РО | О | Квалификация  |
| --- | --- | ------- | - | - | - | --- | --- | -- | - | ------------- |
| 1   |     | Нигерия | 3 | 2 | 1 | 208 | 207 | +1 | 5 | Четвертьфинал |
| 2   |     | Бельгия | 3 | 1 | 2 | 228 | 228 | 0  | 4 | Четвертьфинал |
| 3   |     | Китай   | 3 | 1 | 2 | 228 | 229 | −1 | 4 |               |

Четвертьфинал
| 7 августа 2024 14:30 v | протокол | Испания                    | 66 : 79  | Бельгия              | Аккор Арена, Париж Судьи: Мэттью Каллио (Канада), Дженна Рено (США), Марипьер Мало (Канада) |
| 7 августа 2024 14:30 v | протокол | 26:26, 11:22, 12:19, 17:12 |          |                      | Аккор Арена, Париж Судьи: Мэттью Каллио (Канада), Дженна Рено (США), Марипьер Мало (Канада) |
| 7 августа 2024 14:30 v | протокол | Густафсон 21               | Очки     | Линскенс Миссеман 19 | Аккор Арена, Париж Судьи: Мэттью Каллио (Канада), Дженна Рено (США), Марипьер Мало (Канада) |
| 7 августа 2024 14:30 v | протокол | Густафсон 7                | Подборы  | Миссеман 9           | Аккор Арена, Париж Судьи: Мэттью Каллио (Канада), Дженна Рено (США), Марипьер Мало (Канада) |
| 7 августа 2024 14:30 v | протокол | Хиль, Ортиц по 3           | Передачи | Деларе, Ванло по 7   | Аккор Арена, Париж Судьи: Мэттью Каллио (Канада), Дженна Рено (США), Марипьер Мало (Канада) |

Полуфинал
| 9 августа 2024 21:00 v | протокол | Франция                    | 81 : 75 ОТ | Бельгия         | Аккор Арена, Париж Зрителей: 12389 Судьи: Луис Кастильо (Испания), Такаки Като (Япония), Ариадна Чуэча (Испания) |
| 9 августа 2024 21:00 v | протокол | 14:17, 17:19, 17:15, 18:15 |            |                 | Аккор Арена, Париж Зрителей: 12389 Судьи: Луис Кастильо (Испания), Такаки Като (Япония), Ариадна Чуэча (Испания) |
| 9 августа 2024 21:00 v | протокол | Уильямс 18                 | Очки       | Миссеман 19     | Аккор Арена, Париж Зрителей: 12389 Судьи: Луис Кастильо (Испания), Такаки Като (Япония), Ариадна Чуэча (Испания) |
| 9 августа 2024 21:00 v | протокол | Бадьян, Руперт по 7        | Подборы    | Миссеман 14     | Аккор Арена, Париж Зрителей: 12389 Судьи: Луис Кастильо (Испания), Такаки Като (Япония), Ариадна Чуэча (Испания) |
| 9 августа 2024 21:00 v | протокол | Йоханнес 5                 | Передачи   | три игрока по 6 | Аккор Арена, Париж Зрителей: 12389 Судьи: Луис Кастильо (Испания), Такаки Като (Япония), Ариадна Чуэча (Испания) |

Матч за 3 место
| 11 августа 2024 11:30 v | протокол | Бельгия                    | 81 : 85  | Австралия   | Аккор Арена, Париж Зрителей: 11 968 Судьи: Эми Боннер (США), Виола Бернс (США), Дженна Рено (США) |
| 11 августа 2024 11:30 v | протокол | 19:20, 17:17, 25:23, 20:25 |          |             | Аккор Арена, Париж Зрителей: 11 968 Судьи: Эми Боннер (США), Виола Бернс (США), Дженна Рено (США) |
| 11 августа 2024 11:30 v | протокол | Ванло 26                   | Очки     | Магбигор 30 | Аккор Арена, Париж Зрителей: 11 968 Судьи: Эми Боннер (США), Виола Бернс (США), Дженна Рено (США) |
| 11 августа 2024 11:30 v | протокол | Линскенс 8                 | Подборы  | Магбигор    | Аккор Арена, Париж Зрителей: 11 968 Судьи: Эми Боннер (США), Виола Бернс (США), Дженна Рено (США) |
| 11 августа 2024 11:30 v | протокол | Ванло 11                   | Передачи | Мельбурн 7  | Аккор Арена, Париж Зрителей: 11 968 Судьи: Эми Боннер (США), Виола Бернс (США), Дженна Рено (США) |

## Бокс
Бельгия завоевала два места в турнир по боксу на Европейских играх 2023 года в Новы-Тарг, Польша и одно место на Втором мировом Олимпийском квалификационном турнире 2024 года в Бангкоке, Таиланд.
| Спортсмен        | Категория        | 1/16 финала        | 1/8 финала                      | Четвертьфиналы           | Полуфиналы           | Финал                | Финал |
| Спортсмен        | Категория        | Соперник Результат | Соперник Результат              | Соперник Результат       | Соперник Результат   | Соперник Результат   | Место |
| ---------------- | ---------------- | ------------------ | ------------------------------- | ------------------------ | -------------------- | -------------------- | ----- |
| Василе Устурой   | Мужчины до 57 кг | —                  | AUSЧарли Сениор П' 1–4          | завершил выступление     | завершил выступление | завершил выступление | 9     |
| Виктор Шельстрат | Мужчины до 92 кг | —                  | SAMАто Плодзицки-Фаоагали В 5–0 | ESPЭнмануэль Рейес П 0–5 | завершил выступление | завершил выступление | 5     |
| Ошин Дерьюв      | Женщины до 66 кг | —                  | CPVИвануса Морейра В 3–2        | CHNЯн Лю П' 0–5          | завершил выступление | завершил выступление | 5     |

## Велоспорт

### Шоссейные велогонки

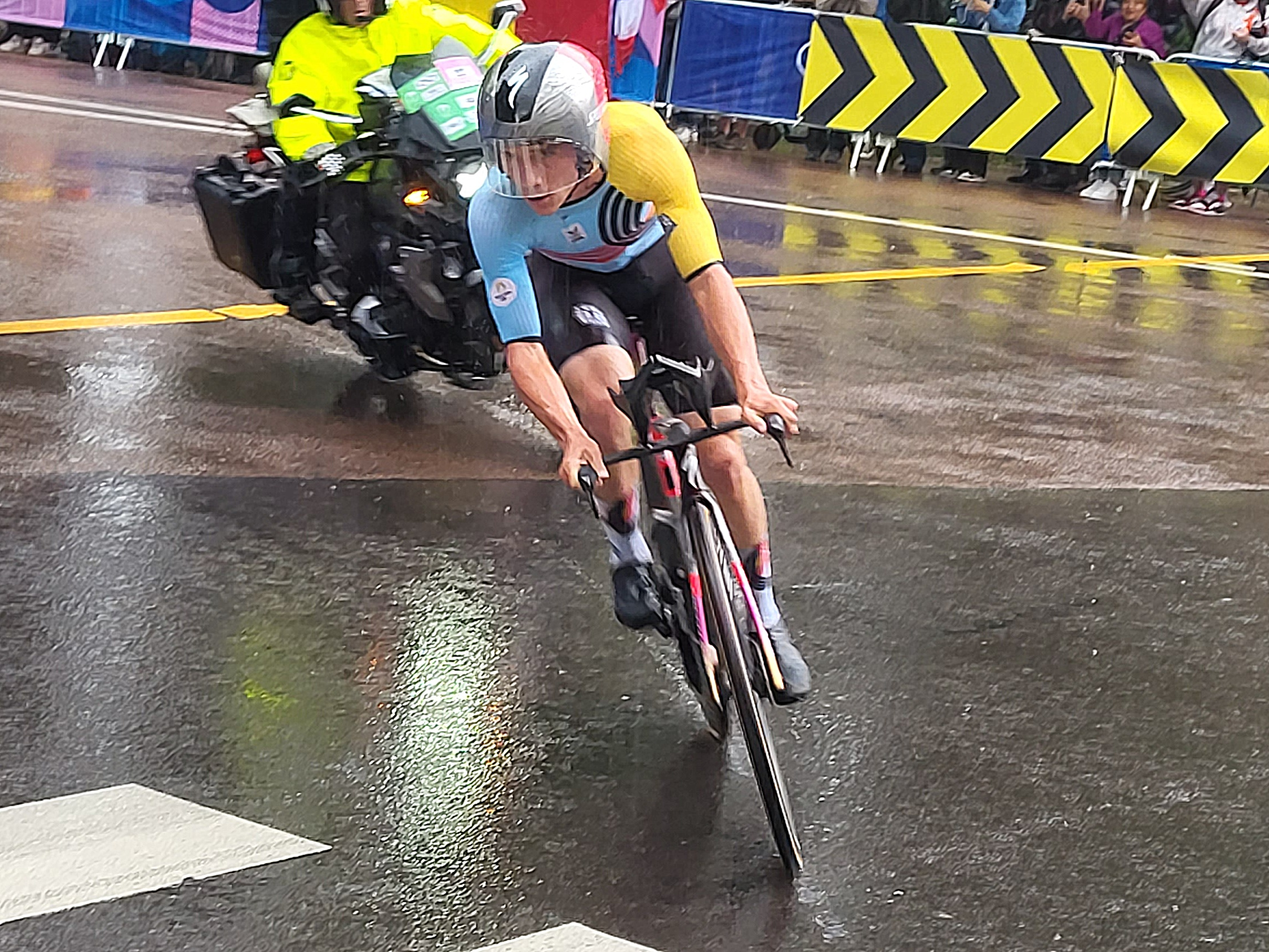
Ремко Эвенепул на трассе гонки с раздельным стартом

Бельгия получила по рейтингу UCI максимальную квоту в четыре места в мужской и четыре в женской групповых гонках на шоссе, а также по одному месту в мужской и женской индивидуальных гонках с раздельным стартом. Еще одно место в мужской индивидуальной гонке Бельгия получила по результатам Чемпионата мира по шоссейным велогонкам 2023 года в Глазго, Великобритания.
Мужчины
| Спортсмен      | Дисциплина                 | Время    | Место |
| -------------- | -------------------------- | -------- | ----- |
| Ремко Эвенепул | Групповая гонка            | 6:19.34  | 1     |
| Яспер Стёйвен  | Групповая гонка            | 6:21.54  | 21    |
| Ваут ван Арт   | Групповая гонка            | 6:23.21  | 37    |
| Тиш Бенот      | Групповая гонка            | 6:26.57  | 48    |
| Ремко Эвенепул | Гонка с раздельным стартом | 36.12,16 | 1     |
| Ваут ван Арт   | Гонка с раздельным стартом | 36.37,79 | 3     |

Женщины
| Спортсмен           | Дисциплина                 | Время    | Место |
| ------------------- | -------------------------- | -------- | ----- |
| Жюстин Гекиер       | Групповая гонка            | 4:04.23  | 24    |
| Лотте Копеки        | Групповая гонка            | 4:00.21  | 3     |
| Жюли ван де Вельде  | Групповая гонка            | 4:07.21  | 53    |
| Марго Ванпахтенбеке | Групповая гонка            | 4:07.16  | 43    |
| Лотте Копеки        | Гонка с раздельным стартом | 41.34,82 | 6     |

### Велотрек
Бельгия в соответствии с олимпийским рейтингом UCI завоевала право выставить команду из четырех человек в мужских дисциплинах преследования, а также два места в женских спринтерских дисциплинах и по одному в омниуме и мэдисоне.
Спринт
| Спортсмен       | Дисциплина     | Квалификация | Квалификация | 1/32 финала      | Утеш. 1/32                           | 1/16 финала           | Утеш 1/16             | 1/8 финала            | Утеш. 1/8             | Четвертьфиналы        | Полуфиналы            | Финал / За 3 место    | Финал / За 3 место    |
| Спортсмен       | Дисциплина     | Время        | Место        | Соперник Время   | Соперник Время                       | Соперник Время        | Соперник Время        | Соперник Время        | Соперник Время        | Соперник Время        | Соперник Время        | Соперник Время        | Место                 |
| --------------- | -------------- | ------------ | ------------ | ---------------- | ------------------------------------ | --------------------- | --------------------- | --------------------- | --------------------- | --------------------- | --------------------- | --------------------- | --------------------- |
| Ники Дегрендель | Женщины спринт | DNS          | DNS          | DNS              | DNS                                  | DNS                   | DNS                   | DNS                   | DNS                   | DNS                   | DNS                   | DNS                   | DNS                   |
| Жюли Николаес   | Женщины спринт | 10,809       | 24 Q         | GERЛеа Фридрих П | ITAМириам Вече MEXДаниэла Гаксиола П | завершила выступление | завершила выступление | завершила выступление | завершила выступление | завершила выступление | завершила выступление | завершила выступление | завершила выступление |

Кейрин
| Спортсмен       | Дисциплина     | 1 круг | Утеш. заезды | Четвертьфиналы        | Полуфиналы            | Финал                 |
| Спортсмен       | Дисциплина     | Место  | Место        | Место                 | Место                 | Место                 |
| --------------- | -------------- | ------ | ------------ | --------------------- | --------------------- | --------------------- |
| Ники Дегрендель | Женщины кейрин | 1 QF   | —            | 3 Q SF                | 4 Q FB                | 11                    |
| Жюли Николаес   | Женщины кейрин | 5      | 3            | завершила выступление | завершила выступление | завершила выступление |

Преследование
| Спортсмен                                                      | Дисциплина                    | Квалификация | Квалификация | Полуфиналы                     | Полуфиналы | Финал              | Финал |
| Спортсмен                                                      | Дисциплина                    | Время        | Место        | Соперник Результат             | Место      | Соперник Результат | Место |
| -------------------------------------------------------------- | ----------------------------- | ------------ | ------------ | ------------------------------ | ---------- | ------------------ | ----- |
| Линдси Де Вилдер Фабио ван ден Босс Тюр Денс Ноа Ванденбранден | Мужчины команды преследование | 3.47,232 NR  | 7 Q          | Новая Зеландия · П 3.45,685 NR | 2 Q 7-8    | Канада · П DNF     | 8     |

Омниум
| Спортсмен          | Дисциплина     | Скрэтч | Скрэтч | Темповая гонка | Темповая гонка | Гонка с выбыванием | Гонка с выбыванием | Гонка по очкам | Гонка по очкам | Всего | Всего |
| Спортсмен          | Дисциплина     | Очки   | Место  | Очки           | Место          | Очки               | Место              | Очки           | Место          | Очки  | Место |
| ------------------ | -------------- | ------ | ------ | -------------- | -------------- | ------------------ | ------------------ | -------------- | -------------- | ----- | ----- |
| Фабио ван ден Босс | Мужчины омниум | 36     | 3      | 40             | 1              | 30                 | 6                  | 25             | 8              | 131   | 3     |
| Лотте Копеки       | Женщины омниум | 8      | 17     | 30             | 6              | 34                 | 4                  | 44             | 8              | 116   | 4     |

Мэдисон
| Спортсмены                          | Дисциплина      | Очки | Круги | Всего очков | Место |
| ----------------------------------- | --------------- | ---- | ----- | ----------- | ----- |
| Линдси Де Вилдер Фабио ван ден Босс | Мужчины мэдисон | 9    | (-20) | (-11)       | 10    |
| Катрейн де Клерк Элен Эстерс        | Женщины мэдисон | 5    | 0     | 5           | 10    |

### Маунтинбайк
Бельгия завоевала два места в мужские и одно место в женские соревнования по маунтинбайку в соответствии с Олимпийским квалификационным рейтингом UCI.
| Спортсмен        | Категория | Время   | Место |
| ---------------- | --------- | ------- | ----- |
| Пьер де Фруадмон | Мужчины   | 1:30.21 | 18    |
| Йенс Шуерманс    | Мужчины   | 1:33.29 | 26    |
| Эмелин Детийё    | Женщины   | -1 LAP  | 25    |

### BMX
BMX-гонки
Бельгия завоевала по одному месту в мужские и женские соревнования в соответствии с Олимпийским квалификационным рейтингом UCI.
| Спортсмен     | Дисциплина | Четвертьфиналы | Четвертьфиналы | Утеш. заезд | Утеш. заезд | Полуфиналы            | Полуфиналы            | Финал                 | Финал |
| Спортсмен     | Дисциплина | Очки           | Место          | Время       | Место       | Очки                  | Место                 | Время                 | Место |
| ------------- | ---------- | -------------- | -------------- | ----------- | ----------- | --------------------- | --------------------- | --------------------- | ----- |
| Рубен Гоммерс | Мужчины    | 15             | 13 q           | 1.36,250    | 7           | завершил выступление  | завершил выступление  | завершил выступление  | 19    |
| Айко Гоммерс  | Женщины    | 19             | 19 q           | 37,819      | 5           | завершила выступление | завершила выступление | завершила выступление | 17    |

## Гимнастика спортивная
Бельгия получила три места в мужском многоборье на Чемпионате мира по спортивной гимнастике 2023 года в Антверпене. Еще по одному месту в личном многоборье у женщин Бельгия получила по результатам Серии этапов Кубка мира 2024 года и по итогам Чемпионата Европы 2024 года в Римини, Италия.

### Мужчины
| Спортсмен           | Дисциплина          | Квалификация | Квалификация | Квалификация | Квалификация | Квалификация | Квалификация | Квалификация | Квалификация | Финал                | Финал                | Финал                | Финал                | Финал                | Финал                | Финал                | Финал                |
| Спортсмен           | Дисциплина          | Снаряды      | Снаряды      | Снаряды      | Снаряды      | Снаряды      | Снаряды      | Всего        | Место        | Снаряды              | Снаряды              | Снаряды              | Снаряды              | Снаряды              | Снаряды              | Всего                | Место                |
| Спортсмен           | Дисциплина          | В            | КН           | КО           | ОП           | ПБ           | П            | Всего        | Место        | В                    | КН                   | КО                   | ОП                   | ПБ                   | П                    | Всего                | Место                |
| ------------------- | ------------------- | ------------ | ------------ | ------------ | ------------ | ------------ | ------------ | ------------ | ------------ | -------------------- | -------------------- | -------------------- | -------------------- | -------------------- | -------------------- | -------------------- | -------------------- |
| Лука ван ден Кейбюс | Многоборье          | 13,533       | 12,266       | 12,700       | 14,166       | 13,033       | 13,400       | 79,098       | 37           | завершил выступление | завершил выступление | завершил выступление | завершил выступление | завершил выступление | завершил выступление | завершил выступление | завершил выступление |
| Лука ван ден Кейбюс | Вольные упражнения  | 13,533       | —            | —            | —            | —            | —            | —            | 42           | завершил выступление | завершил выступление | завершил выступление | завершил выступление | завершил выступление | завершил выступление | завершил выступление | завершил выступление |
| Лука ван ден Кейбюс | Конь                | —            | 12,266       | —            | —            | —            | —            | —            | 52           | завершил выступление | завершил выступление | завершил выступление | завершил выступление | завершил выступление | завершил выступление | завершил выступление | завершил выступление |
| Лука ван ден Кейбюс | Кольца              | —            | —            | 12,700       | —            | —            | —            | —            | 58           | завершил выступление | завершил выступление | завершил выступление | завершил выступление | завершил выступление | завершил выступление | завершил выступление | завершил выступление |
| Лука ван ден Кейбюс | Параллельные брусья | —            | —            | —            | —            | 13,033       | —            | —            | 57           | завершил выступление | завершил выступление | завершил выступление | завершил выступление | завершил выступление | завершил выступление | завершил выступление | завершил выступление |
| Лука ван ден Кейбюс | Перекладина         | —            | —            | —            | —            | —            | 13,400       | —            | 33           | завершил выступление | завершил выступление | завершил выступление | завершил выступление | завершил выступление | завершил выступление | завершил выступление | завершил выступление |
| Глен Кьюл           | Кольца              | —            | —            | 14,900       | —            | —            | —            | —            | 4 Q          | —                    | —                    | 13,833               | —                    | —                    | —                    | 13,833               | 8                    |
| Ноа Куавита         | Параллельные брусья | —            | —            | —            | —            | 13,700       | —            | —            | 51           | завершил выступление | завершил выступление | завершил выступление | завершил выступление | завершил выступление | завершил выступление | завершил выступление | завершил выступление |
| Ноа Куавита         | Перекладина         | —            | —            | —            | —            | —            | 11,866       | —            | 61           | завершил выступление | завершил выступление | завершил выступление | завершил выступление | завершил выступление | завершил выступление | завершил выступление | завершил выступление |

### Женщины
| Спортсмен      | Дисциплина          | Квалификация | Квалификация | Квалификация | Квалификация | Квалификация | Квалификация | Финал                 | Финал                 | Финал                 | Финал                 | Финал                 | Финал                 |
| Спортсмен      | Дисциплина          | Снаряды      | Снаряды      | Снаряды      | Снаряды      | Всего        | Место        | Снаряды               | Снаряды               | Снаряды               | Снаряды               | Всего                 | Место                 |
| Спортсмен      | Дисциплина          | ОП           | РБ           | Б            | В            | Всего        | Место        | ОП                    | РБ                    | Б                     | В                     | Всего                 | Место                 |
| -------------- | ------------------- | ------------ | ------------ | ------------ | ------------ | ------------ | ------------ | --------------------- | --------------------- | --------------------- | --------------------- | --------------------- | --------------------- |
| Маллиз Брассар | Многоборье          | 13,300       | 13,766       | 11,600       | 12,533       | 51,119       | 37           | завершила выступление | завершила выступление | завершила выступление | завершила выступление | завершила выступление | завершила выступление |
| Маллиз Брассар | Разновысокие брусья | —            | 13,766       | —            | —            | —            | 24           | завершила выступление | завершила выступление | завершила выступление | завершила выступление | завершила выступление | завершила выступление |
| Маллиз Брассар | Бревно              | —            | —            | 11,600       | —            | —            | 69           | завершила выступление | завершила выступление | завершила выступление | завершила выступление | завершила выступление | завершила выступление |
| Маллиз Брассар | Вольные упражнения  | —            | —            | —            | 12,533       | —            | 49           | завершила выступление | завершила выступление | завершила выступление | завершила выступление | завершила выступление | завершила выступление |
| Нина Дервал    | Разновысокие брусья | —            | 14,733       | —            | —            | —            | 4 Q          | —                     | 14,766                | —                     | —                     | 14,766                | 4                     |
| Нина Дервал    | Бревно              | —            | —            | 12,766       | —            | —            | 43           | завершила выступление | завершила выступление | завершила выступление | завершила выступление | завершила выступление | завершила выступление |

## Гольф
Бельгия получила два места в мужские и одно место в женские соревнования по гольфу в соответствии с рейтингом IGF.
| Сопртсмен              | Категория | 1 круг | 2 круг | 3 круг | 4 круг | Итого | Итого | Итого |
| Сопртсмен              | Категория | Счет   | Счет   | Счет   | Счет   | Счет  | К пар | Место |
| ---------------------- | --------- | ------ | ------ | ------ | ------ | ----- | ----- | ----- |
| Томас Детри            | Мужчины   | 71     | 63     | 69     | 69     | 272   | −12   | =9    |
| Адриан Дюмон де Шассар | Мужчины   | 70     | 70     | 70     | 73     | 283   | −1    | =40   |
| Манон де Роэ           | Женщины   | 72     | 75     | 71     | 72     | 290   | +2    | =29   |

## Гребля на байдарках и каноэ

### Гладкая вода
Бельгия завоевала два места в соревнования по гребле на байдарках и каноэ на Чемпионате мира по гребле на байдарках и каноэ в Дуйсбурге, Германия. Еще две квоты в женских байдарках-одиночках Бельгия получила благодаря квалификации в других видах согласно правилам ICF.
| Спортсмен               | Дисциплина                | Заезды  | Заезды | Четвертьфиналы | Четвертьфиналы | Полуфиналы | Полуфиналы | Финалы  | Финалы |
| Спортсмен               | Дисциплина                | Время   | Место  | Время          | Место          | Время      | Место      | Время   | Место  |
| ----------------------- | ------------------------- | ------- | ------ | -------------- | -------------- | ---------- | ---------- | ------- | ------ |
| Артур Петерс            | Мужчины байдарки-1 1000 м | 3.31,55 | 4 Q QF | 3.51,20        | 6              | 3.32,81    | 6 Q FB     | 3.30,29 | 13     |
| Эрмьен Петерс           | Женщины байдарки-1 500 м  | 1.51,46 | 2 Q SF | —              | —              | 1.49,87    | 2 Q FA     | 1.52,26 | 7      |
| Лиз Брукс               | Женщины байдарки-1 500 м  | 1.52,32 | 5 Q QF | 1.49,78        | 1 Q SF         | 1.52,84    | 4 Q FB     | 1.53,67 | 14     |
| Эрмьен Петерс Лиз Брукс | Женщины байдарки-2 500 м  | 1.41,80 | 2 Q SF | —              | —              | 1.39,74    | 2 Q FA     | 1.39,84 | 5      |

## Дзюдо
Бельгия получила по рейтингу IJF три места в мужские и одно место в женские соревнования.
| Спортсмен         | Категория         | 1 круг             | 1/16 финала                 | 1/8 финала                    | Четвертьфиналы              | Полуфиналы           | Утеш. поединки                 | Финал / За 3 место        | Финал / За 3 место |
| Спортсмен         | Категория         | Соперник Результат | Соперник Результат          | Соперник Результат            | Соперник Результат          | Соперник Результат   | Соперник Результат             | Соперник Результат        | Место              |
| ----------------- | ----------------- | ------------------ | --------------------------- | ----------------------------- | --------------------------- | -------------------- | ------------------------------ | ------------------------- | ------------------ |
| Йорре Ферстрэтен  | Мужчины до 60 кг  | —                  | ESAХайро Морено В 01–00     | ESPФрансиско Гарригос П 00–01 | завершил выступление        | завершил выступление | завершил выступление           | завершил выступление      | 9                  |
| Маттиас Кассе     | Мужчины до 81 кг  | —                  | EORАраб Сибгатуллах В 11–01 | HUNАттила Унгвари В 10–00     | JPNТаканори Нагасэ П 00–01  | —                    | CANФрансуа Готье-Драпо В 01–00 | KORЛи Ён Хван П 00–01     | 5                  |
| Тома Никифоров    | Мужчины до 100 кг | —                  | KAZНурлыхан Шархан П 10–00  | завершил выступление          | завершил выступление        | завершил выступление | завершил выступление           | завершил выступление      | 17                 |
| Габриэлла Виллемс | Женщины до 70 кг  | —                  | PURМария Перес В 10–00      | GREЕлисавет Тельциду В 10–00  | GERМириам Буткерайт П 00–10 | —                    | FRAМари-Ив Гайе В 10–00        | NEDСанне Ван Дейк В 01–00 | 3                  |

## Конный спорт
Бельгия завоевала максимально возможное количество мест в олимпийском турнире по конному спорту — по команде из трех человек и три места в личных соревнованиях во всех трех олимпийских дисциплинах конного спорта. Команда по конкуру квалифицировалась через Финал Кубка Наций по конкуру 2022 года в Барселоне, Испания. Команды по выездке и троеборью квалифицировались через Чемпионаты Европы 2023 года по выездке и троеборью соответственно.

### Выездка
| Спортсмен                                  | Лошадь                         | Дисциплина       | Гран При | Гран При | Специальный Гран При | Специальный Гран При | Произвольный Гран При | Произвольный Гран При | Сумма   | Сумма |
| Спортсмен                                  | Лошадь                         | Дисциплина       | Баллы    | Место    | Баллы                | Место                | Техника               | Артистизм             | Баллы   | Место |
| ------------------------------------------ | ------------------------------ | ---------------- | -------- | -------- | -------------------- | -------------------- | --------------------- | --------------------- | ------- | ----- |
| Флора де Винне                             | Flynn FRH                      | Личный турнир    | 73,028   | 19       | —                    | —                    | завершили выступление | завершили выступление | 73,028  | 19    |
| Домьен Михелс                              | Intermezzo Van Het Meerdaalhof | Личный турнир    | 72,531   | 22       | —                    | —                    | завершили выступление | завершили выступление | 72,531  | 22    |
| Ларисса Полюи                              | Flambeau                       | Личный турнир    | 72,127   | 23       | —                    | —                    | завершили выступление | завершили выступление | 72,127  | 23    |
| Флора де Винне Домьен Михелс Ларисса Полюи | См. выше                       | Командный турнир | 217,686  | 6 Q      | 215,714              | 5                    | —                     | —                     | 215,714 | 5     |

Домьен Михелс был дисквалифицирован после завершения соревнований Международным агентством по тестированию (ITA) за нарушение антидопинговых правил. Аннулированы его результаты в личных соревнованиях соревнований, результат команды Бельгии не был аннулирован. 

### Троеборье
| Спортсмен                                         | Лошадь                    | Дисциплина       | Выездка | Выездка | Кросс | Кросс  | Кросс | Конкур       | Конкур       | Конкур       | Конкур                | Конкур                | Конкур                | Всего                 | Всего |
| Спортсмен                                         | Лошадь                    | Дисциплина       | Выездка | Выездка | Кросс | Кросс  | Кросс | Квалификация | Квалификация | Квалификация | Финал                 | Финал                 | Финал                 | Всего                 | Всего |
| Спортсмен                                         | Лошадь                    | Дисциплина       | Штраф   | Место   | Штраф | Всего  | Место | Штраф        | Всего        | Место        | Штраф                 | Всего                 | Место                 | Штраф                 | Место |
| ------------------------------------------------- | ------------------------- | ---------------- | ------- | ------- | ----- | ------ | ----- | ------------ | ------------ | ------------ | --------------------- | --------------------- | --------------------- | --------------------- | ----- |
| Лара де Лидекерке-Мейер                           | Origi                     | Личный турнир    | 30.00   | 23      | 1,20  | 31,20  | 13    | 4,40         | 35,60        | 17 Q         | 0,00                  | 35,60                 | 13                    | 35,60                 | 13    |
| Карин Донкерс                                     | Leipheimer van't Verahof  | Личный турнир    | 26,60   | 13      | 7,20  | 33,80  | 21    | 4,00         | 37,80        | 18 Q         | 0,40                  | 38,20                 | 16                    | 38,20                 | 16    |
| Тине Магнус                                       | Dia van het Lichterveld Z | Личный турнир    | 44.00   | 61      | 2,00  | 46,00  | 34    | 4,00         | 50,00        | 28           | завершила выступление | завершила выступление | завершила выступление | завершила выступление | 28    |
| Лара де Лидекерке-Мейер Карин Донкерс Тине Магнус | См. выше                  | Командный турнир | 100,60  | 10      | 10,40 | 111,00 | 5     | 12,40        | 123,40       | 4            | —                     | —                     | —                     | 123,40                | 4     |

Сборная Бельгии была дисквалифицирована после того, как у лошади Тине Магнус было обнаружено запрещенное вещество. 

### Конкур
| Спортсмен                           | Лошадь                                               | Дисциплина       | Квалификация | Квалификация | Финал                | Финал                | Финал                |
| Спортсмен                           | Лошадь                                               | Дисциплина       | Штраф        | Место        | Штраф                | Время                | Место                |
| ----------------------------------- | ---------------------------------------------------- | ---------------- | ------------ | ------------ | -------------------- | -------------------- | -------------------- |
| Жером Гери                          | Quel Homme de Hus                                    | Личный турнир    | 4            | 35           | завершил выступление | завершил выступление | завершил выступление |
| Жиль Тома                           | Ermitage Kalone                                      | Личный турнир    | 0            | 15 Q         | 8                    | 83,95                | 20                   |
| Грегори Ватле                       | Bond Jamesbond de Hay                                | Личный турнир    | 4            | 23 Q         | 8                    | 78,76                | 15                   |
| Жером Гери Жиль Тома Вильм Вермейер | Quel Homme de Hus Ermitage Kalone IQ van 't Steentje | Командный турнир | 8            | 4 Q          | 20                   | 234,82               | 8                    |

## Лёгкая атлетика
Бельгийские легкоатлеты выполнили нормативы для участия в Играх 2024 года, пройдя прямую квалификацию или по мировому рейтингу, в следующих соревнованиях (максимум по 3 спортсмена в каждом):
Беговые дисциплины
Мужчины
| Спортсмен                                          | Дисциплина            | Забеги    | Забеги | Утеш. забеги | Утеш. забеги | Полуфиналы           | Полуфиналы           | Финал                | Финал                |
| Спортсмен                                          | Дисциплина            | Результат | Место  | Результат    | Место        | Результат            | Место                | Результат            | Место                |
| -------------------------------------------------- | --------------------- | --------- | ------ | ------------ | ------------ | -------------------- | -------------------- | -------------------- | -------------------- |
| Александер Дум                                     | 400 м                 | 45,01     | 2 Q    | —            | —            | 1.55,10              | 8                    | завершил выступление | завершил выступление |
| Дилан Борле                                        | 400 м                 | 45,36     | 5      | 45,51        | 4            | завершил выступление | завершил выступление | завершил выступление | завершил выступление |
| Йонатан Сакор                                      | 400 м                 | 45,08     | 4      | DNS          | DNS          | завершил выступление | завершил выступление | завершил выступление | завершил выступление |
| Элиотт Крестан                                     | 800 м                 | 1.45,51   | 1 Q    | —            | —            | 1.43,72              | 5                    | завершил выступление | завершил выступление |
| Тибо де Смет                                       | 800 м                 | 1.46,03   | 7      | 1.46,59      | 4            | завершил выступление | завершил выступление | завершил выступление | завершил выступление |
| Питер Сиск                                         | 800 м                 | 1.46,60   | 6      | 1.45,49      | 3            | завершил выступление | завершил выступление | завершил выступление | завершил выступление |
| Рубен Верхейден                                    | 1500 м                | 3.36,62   | 12     | 3.36,06      | 10           | завершил выступление | завершил выступление | завершил выступление | завершил выступление |
| Йохем Вермёлен                                     | 1500 м                | 3.36,66   | 7      | 3.36,14      | 6            | завершил выступление | завершил выступление | завершил выступление | завершил выступление |
| Йон Хейманс                                        | 5000 м                | 14.08,33  | 3 Q    | —            | —            | —                    | —                    | 13.19,25             | 11                   |
| Исаак Кимели                                       | 5000 м                | 13.52,18  | 3 Q    | —            | —            | —                    | —                    | 13.18,10             | 8                    |
| Исаак Кимели                                       | 10 000 м              | —         | —      | —            | —            | —                    | —                    | 27.51,52             | 19                   |
| Мишель Обасюи                                      | 110 м с/б             | 13,41     | 3 Q    | —            | —            | 13,36                | 5                    | завершил выступление | завершил выступление |
| Эли Бакари                                         | 110 м с/б             | 13,66     | 7      | 14,13        | 7            | завершил выступление | завершил выступление | завершил выступление | завершил выступление |
| Башир Абди                                         | Марафон               | —         | —      | —            | —            | —                    | —                    | 2.06,47              | 2                    |
| Коэн Наерт                                         | Марафон               | —         | —      | —            | —            | —                    | —                    | 2.16,33              | 61                   |
| Мишель Сомер                                       | Марафон               | —         | —      | —            | —            | —                    | —                    | 2.10,32              | 22                   |
| Дилан Борле Кевин Борле Флоран Мабий Йонатан Сакор | Эстафета 4×400 метров | 2.59,84   | 2 Q    | —            | —            | —                    | —                    | 2.57,75 NR           | 4                    |

Женщины
| Спортсмен                                                        | Дисциплина            | Забеги    | Забеги | Утеш. забеги | Утеш. забеги | Полуфиналы            | Полуфиналы            | Финал                 | Финал                 |
| Спортсмен                                                        | Дисциплина            | Результат | Место  | Результат    | Место        | Результат             | Место                 | Результат             | Место                 |
| ---------------------------------------------------------------- | --------------------- | --------- | ------ | ------------ | ------------ | --------------------- | --------------------- | --------------------- | --------------------- |
| Рони Росиус                                                      | 100 м                 | 11,10     | 4 q    | —            | —            | 11,29                 | 8                     | завершила выступление | завершила выступление |
| Дельфин Нканса                                                   | 100 м                 | 11,20     | 3 Q    | —            | —            | 11,28                 | 7                     | завершила выступление | завершила выступление |
| Имке Верват                                                      | 200 м                 | 23,20     | 7      | 23,33        | 3            | завершила выступление | завершила выступление | завершила выступление | завершила выступление |
| Синтия Болинго                                                   | 400 м                 | 52,77     | 8      | DNS          | DNS          | завершила выступление | завершила выступление | завершила выступление | завершила выступление |
| Елена Понетт                                                     | 400 м                 | 51,75     | 6      | 51,46        | 5            | завершила выступление | завершила выступление | завершила выступление | завершила выступление |
| Элизе Вандерэльст                                                | 1500 м                | 4.06,95   | 9      | 4.08,86      | 7            | завершила выступление | завершила выступление | завершила выступление | завершила выступление |
| Лиза Ромс                                                        | 5000 м                | 15.37,55  | 15     | —            | —            | —                     | —                     | завершила выступление | завершила выступление |
| Ханне Клас                                                       | 400 м с/б             | 54,80     | 4 q    | —            | —            | 55,96                 | 8                     | завершила выступление | завершила выступление |
| Наоми ван ден Брук                                               | 400 м с/б             | 55,51     | 5      | 55,11        | 2 Q          | 54,94                 | 6                     | завершила выступление | завершила выступление |
| Полин Кукюйт                                                     | 400 м с/б             | 54,90     | 4 q    | —            | —            | 54,64                 | 5                     | завершила выступление | завершила выступление |
| Ханне Вербрюгген                                                 | Марафон               | —         | —      | —            | —            | —                     | —                     | 2.29,03               | 19                    |
| Хлоя Эрбье                                                       | Марафон               | —         | —      | —            | —            | —                     | —                     | DNF                   | DNF                   |
| Элиз Меюис Дельфин Нканса Рони Росиус Рани Винке                 | Эстафета 4×100 метров | DSQ       | DSQ    | —            | —            | —                     | —                     | завершили выступление | завершили выступление |
| Ханне Клас Камиль Ло Елена Понетт Наоми ван ден Брук Имке Верват | Эстафета 4×400 метров | 3.24,92   | 4 q    | —            | —            | —                     | —                     | 3.22,40               | 7                     |

Микст
| Спортсмен                                                                | Дисциплина            | Забеги     | Забеги | Финал      | Финал |
| Спортсмен                                                                | Дисциплина            | Результат  | Место  | Результат  | Место |
| ------------------------------------------------------------------------ | --------------------- | ---------- | ------ | ---------- | ----- |
| Кевин Борле Александер Дом Йонатан Сакор Елена Понетт Наоми ван ден Брук | Эстафета 4×400 метров | 3.10,74 NR | 3 Q    | 3.09,36 NR | 4     |

Технические дисциплины
Мужчины
| Спортсмен     | Дисциплина      | Полуфиналы | Полуфиналы | Финал                | Финал                |
| Спортсмен     | Дисциплина      | Результат  | Место      | Результат            | Место                |
| ------------- | --------------- | ---------- | ---------- | -------------------- | -------------------- |
| Тома Кармуа   | Прыжки в высоту | 2,20       | 19         | завершил выступление | завершил выступление |
| Бен Брудерс   | Прыжки с шестом | 5,60       | 15         | завершил выступление | завершил выступление |
| Филип Миланов | Метание диска   | 62,44      | 15         | завершил выступление | завершил выступление |
| Тимоти Херман | Метание копья   | 79,42      | 20         | завершил выступление | завершил выступление |

Женщины
| Спортсмен           | Дисциплина     | Полуфиналы | Полуфиналы | Финал                 | Финал                 |
| Спортсмен           | Дисциплина     | Результат  | Место      | Результат             | Место                 |
| ------------------- | -------------- | ---------- | ---------- | --------------------- | --------------------- |
| Ванесса Стеркендрис | Метание молота | 67,67      | 24         | завершила выступление | завершила выступление |

Комбинированные дисциплины — Семиборье
| Спортсмен      | Вид       | 100 м | ВЫ   | ЯД    | 200 м | ДЛ   | КО    | 800 м   | Сумма | Место |
| -------------- | --------- | ----- | ---- | ----- | ----- | ---- | ----- | ------- | ----- | ----- |
| Нафиссату Тиам | Результат | 13,56 | 1,92 | 15,54 | 24,46 | 6,41 | 54,04 | 2.10,62 | 6880  | 1     |
| Нафиссату Тиам | Баллы     | 1041  | 1132 | 897   | 937   | 978  | 939   | 956     | 6880  | 1     |
| Нор Видтс      | Результат | 13,10 | 1,83 | 14,57 | 23,86 | 6,40 | 45,00 | 2.06,38 | 6707  | 3     |
| Нор Видтс      | Баллы     | 1109  | 1016 | 832   | 994   | 975  | 763   | 1018    | 6707  | 3     |

## Настольный теннис
Бельгия получила два места в мужские личные соревнования по Рейтингу ITTF.
| Спортсмен      | Дисциплина     | 1/32 финала                 | 1/16 финала          | 1/8 финала           | Четвертьфиналы       | Полуфиналы           | Финал / За 3 место   | Финал / За 3 место   |
| Спортсмен      | Дисциплина     | Соперник Результат          | Соперник Результат   | Соперник Результат   | Соперник Результат   | Соперник Результат   | Соперник Результат   | Место                |
| -------------- | -------------- | --------------------------- | -------------------- | -------------------- | -------------------- | -------------------- | -------------------- | -------------------- |
| Мартин Аллегро | Мужчины личное | JPNТомокадзу Харимото П 0–4 | завершил выступление | завершил выступление | завершил выступление | завершил выступление | завершил выступление | завершил выступление |
| Седрик Нюйтинк | Мужчины личное | SWEТрульс Мёрегорд П 0–4    | завершил выступление | завершил выступление | завершил выступление | завершил выступление | завершил выступление | завершил выступление |

## Парусный спорт
Бельгия завоевала право выставить по одной лодке (яхте) в нижеследующих классах судов по результатам Чемпионата мира по парусному спорту 2023 года в Гааге, Нидерланды и регаты «Последний шанс» 2024 года в Йере, Франция.
Медальные гонки
| Спортсмен                        | Дисциплина      | Гонка | Гонка | Гонка | Гонка | Гонка | Гонка | Гонка | Гонка | Гонка    | Гонка    | Гонка | Гонка | Гонка | Баллы | Место |
| Спортсмен                        | Дисциплина      | 1     | 2     | 3     | 4     | 5     | 6     | 7     | 8     | 9        | 10       | 11    | 12    | M*    | Баллы | Место |
| -------------------------------- | --------------- | ----- | ----- | ----- | ----- | ----- | ----- | ----- | ----- | -------- | -------- | ----- | ----- | ----- | ----- | ----- |
| Вилльям де Смет                  | Мужчины ILCA 7  | 20    | 7     | 34    | 4     | 13    | 35    | 44    | 18    | отменены | отменены | —     | —     | EL    | 131   | 22    |
| Янник Лефёвр Ян Энинк            | Мужчины 49-й    | 20    | 19    | 5     | 15    | 15    | 7     | 14    | 17    | 19       | 4        | 3     | 9     | EL    | 127   | 16    |
| Эмма Пласхарт                    | Женщины ILCA 6  | 25    | 10    | 11    | 6     | 9     | 16    | 8     | 7     | 15       | отменена | —     | —     | 16    | 99    | 7     |
| Изаура Манхаут Анук Гёртс        | Женщины 49-й FX | 17    | 18    | 11    | 5     | 7     | 4     | 4     | 18    | 6        | 7        | 20    | 19    | EL    | 115   | 14    |
| Лукас Клайссенс Элине Верстрален | Микст Накра 17  | 15    | 15    | 16    | 18    | 19    | 18    | 20    | 16    | 18       | 15       | 19    | 17    | EL    | 186   | 19    |

M = Медальная гонка; EL = Выбыл – не участвовал в медальной гонке

## Плавание
Бельгийские пловцы выполнили требования для участия в нижеследующих дисциплинах плавательного турнира Олимпиады (максимум два пловца, выполнивших Олимпийский квалификационный норматив (OST) или, возможно, Олимпийский рассматриваемый норматив (OCT)).
Мужчины
| Спортсмен  | Дисциплина          | Заплывы    | Заплывы | Полуфиналы | Полуфиналы | Финал                | Финал                |
| Спортсмен  | Дисциплина          | Время      | Место   | Время      | Место      | Время                | Место                |
| ---------- | ------------------- | ---------- | ------- | ---------- | ---------- | -------------------- | -------------------- |
| Лукас Энво | 200 м вольный стиль | 1.46,04 NR | 3 Q     | 1.46,20    | 11         | завершил выступление | завершил выступление |
| Лукас Энво | 400 м вольный стиль | 3.46,76    | 12      | —          | —          | завершил выступление | завершил выступление |
| Лукас Энво | 800 м вольный стиль | 7.51,51 NR | 19      | —          | —          | завершил выступление | завершил выступление |

Женщины
| Спортсмен        | Дисциплина          | Заплывы | Заплывы | Полуфиналы | Полуфиналы | Финал                 | Финал                 |
| Спортсмен        | Дисциплина          | Время   | Место   | Время      | Место      | Время                 | Место                 |
| ---------------- | ------------------- | ------- | ------- | ---------- | ---------- | --------------------- | --------------------- |
| Флорин Гаспар    | 50 м вольный стиль  | 24,69   | 14 Q    | 24,82      | 15         | завершила выступление | завершила выступление |
| Валентин Дюмон   | 200 м вольный стиль | 1.57,50 | 12 Q    | 1.57,50    | 13         | завершила выступление | завершила выступление |
| Валентин Дюмон   | 400 м вольный стиль | 4.08,25 | 12      | —          | —          | завершила выступление | завершила выступление |
| Рос Ваноттердейк | 100 м на спине      | 59,68   | 9 Q     | 59,86      | 10         | завершила выступление | завершила выступление |
| Рос Ваноттердейк | 100 м баттерфляем   | 57,54   | 10 Q    | 57,25 NR   | 10         | завершила выступление | завершила выступление |

## Спортивное скалолазание
Бельгия завоевала одно место в мужской комбинации боулдеринга и лазания на трудность по итогам Олимпийской квалификационной серии.
Комбинация боулдеринга и лазания на трудность
| Спортсмен         | Категория | Квалификация | Квалификация | Квалификация | Квалификация | Квалификация | Квалификация | Финал                | Финал                | Финал                | Финал                | Финал                | Финал                |                      |
| Спортсмен         | Категория | Боулдеринг   | Боулдеринг   | Трудность    | Трудность    | Всего        | Место        | Боулдеринг           | Боулдеринг           | Трудность            | Трудность            | Всего                | Место                |                      |
| Спортсмен         | Категория | Результат    | Место        | Результат    | Место        | Всего        | Место        | Результат            | Место                | Результат            | Место                | Всего                | Место                |                      |
| ----------------- | --------- | ------------ | ------------ | ------------ | ------------ | ------------ | ------------ | -------------------- | -------------------- | -------------------- | -------------------- | -------------------- | -------------------- | -------------------- |
| Ханнес ван Дёйсен | Мужчины   | 34,3         | 7            | 12,0         | 17           | 46,3         | 14           | завершил выступление | завершил выступление | завершил выступление | завершил выступление | завершил выступление | завершил выступление | завершил выступление |

## Теннис
Бельгия получила по одному месту в мужской одиночный и парный турниры по рейтингу ATP соответственно.
| Спортсмен                | Дисциплина        | 1/32 финала                         | 1/16 финала                       | 1/8 финала                                     | Четвертьфиналы        | Полуфиналы            | Финал / За 3 место    | Финал / За 3 место    |
| Спортсмен                | Дисциплина        | Соперник Счёт                       | Соперник Счёт                     | Соперник Счёт                                  | Соперник Счёт         | Соперник Счёт         | Соперник Счёт         | Место                 |
| ------------------------ | ----------------- | ----------------------------------- | --------------------------------- | ---------------------------------------------- | --------------------- | --------------------- | --------------------- | --------------------- |
| Зизу Бергс               | Мужчины одиночный | GREСтефанос Циципас П 6–7, 6–1, 1–6 | завершил выступление              | завершил выступление                           | завершил выступление  | завершил выступление  | завершил выступление  | завершил выступление  |
| Сандер Жийе Йоран Влиген | Мужчины парный    | —                                   | FRAАртюр Фис Юго Эмбер В 7–5, 6–4 | GBRДэниел Эванс Энди Маррей П 3–6, 7–6, [9–11] | завершили выступление | завершили выступление | завершили выступление | завершили выступление |

## Триатлон
Бельгия завоевала по два квотных места в соревнования мужчин и женщин по Мировому индивидуальному рейтингу World Triathlon и автоматически право выставить команду в смешанной эстафете.
Личное
| Спортсмен        | Категория | Время             | Время     | Время             | Время     | Время       | Время   | Место |
| Спортсмен        | Категория | Плавание (1,5 км) | Переход 1 | Велосипед (40 км) | Переход 2 | Бег (10 км) | Всего   | Место |
| ---------------- | --------- | ----------------- | --------- | ----------------- | --------- | ----------- | ------- | ----- |
| Йелле Генс       | Мужчины   | 23,13             | 0,53      | 54,16             | 0,26      | 31,47       | 1.50,35 | 42    |
| Мартен ван Рил   | Мужчины   | 20,34             | 0,56      | 51,53             | 0,26      | 32,22       | 1.46,11 | 22    |
| Клэр Мишель      | Женщины   | 26,05             | 0,56      | 59,16             | 0,28      | 35,37       | 2.02,22 | 38    |
| Йолиен Вермейлен | Женщины   | 22,42             | 0,54      | 59,16             | 0,29      | 36,23       | 1.59,44 | 24    |

Эстафета
| Спортсмен        | Категория      | Время             | Время             | Время             | Время             | Время             | Время             | Место             |
| Спортсмен        | Категория      | Плавание (300 м)  | Переход 1         | Велосипед (7 км)  | Переход 2         | Бег (2 км)        | Всего             | Место             |
| ---------------- | -------------- | ----------------- | ----------------- | ----------------- | ----------------- | ----------------- | ----------------- | ----------------- |
| Мартен ван Рил   | Микст эстафета | Не вышли на старт | Не вышли на старт | Не вышли на старт | Не вышли на старт | Не вышли на старт | Не вышли на старт | Не вышли на старт |
| Йолиен Вермейлен | Микст эстафета | Не вышли на старт | Не вышли на старт | Не вышли на старт | Не вышли на старт | Не вышли на старт | Не вышли на старт | Не вышли на старт |
| Йелле Генс       | Микст эстафета | Не вышли на старт | Не вышли на старт | Не вышли на старт | Не вышли на старт | Не вышли на старт | Не вышли на старт | Не вышли на старт |
| Клэр Мишель      | Микст эстафета | Не вышли на старт | Не вышли на старт | Не вышли на старт | Не вышли на старт | Не вышли на старт | Не вышли на старт | Не вышли на старт |
| Всего            | Микст эстафета | —                 | —                 | —                 | —                 | —                 | —                 | —                 |

## Тхэквондо
Бельгия завоевала одно места в женском турнире в соответствии с рейтингом WT.
| Спортсмен  | Дисциплина       | 1/8 финала                      | Четвертьфиналы           | Полуфиналы                     | Утеш. поединки     | Финал/За 3 место                      | Финал/За 3 место |
| Спортсмен  | Дисциплина       | Соперник Результат              | Соперник Результат       | Соперник Результат             | Соперник Результат | Соперник Результат                    | Место            |
| ---------- | ---------------- | ------------------------------- | ------------------------ | ------------------------------ | ------------------ | ------------------------------------- | ---------------- |
| Сара Шаари | Женщины до 67 кг | DOMМаделин Родригес В 6-2, 11-2 | EGYАйя Шехата В 0-0, 1-0 | HUNВивиана Мартон П 4-4, 10-11 | —                  | UZBОзода Собиржонова В 2-16, 3-2, 5-4 | 3                |

## Тяжёлая атлетика
Бельгия получила одно место в женских соревнованиях в соответствии с олимпийским рейтингом IWF.
| Спортсмен   | Категория        | Рывок     | Рывок | Толчок    | Толчок | Всего | Место |
| Спортсмен   | Категория        | Результат | Место | Результат | Место  | Всего | Место |
| ----------- | ---------------- | --------- | ----- | --------- | ------ | ----- | ----- |
| Нина Стеркс | Женщины до 49 кг | DNF       | DNF   | DNF       | DNF    | —     | 12    |

## Фехтование
Бельгия получил по рейтингу FEI одно индивидуальное место в мужской шпаге.
| Спортсмен      | Дисциплина    | 1/32 финала   | 1/16 финала             | 1/8 финала                | Четвертьфинал              | Полуфинал            | Финал / За 3 место   | Финал / За 3 место |
| Спортсмен      | Дисциплина    | Соперник Счет | Соперник Счет           | Соперник Счет             | Соперник Счет              | Соперник Счет        | Соперник Счет        | Место              |
| -------------- | ------------- | ------------- | ----------------------- | ------------------------- | -------------------------- | -------------------- | -------------------- | ------------------ |
| Нейссер Лойола | Мужчины шпага | —             | SUIАлексис Байяр В 9–15 | HUNГергей Шиклоши В 13–14 | EGYМохамед Эль-Сайед П 8–9 | завершил выступление | завершил выступление | 8                  |

## Хоккей на траве
Мужская и женская сборные Бельгии по хоккею на траве завоевали право участвовать в олимпийских турнирах, выиграв Олимпийские квалификационные турниры в Валенсии, Испания среди мужчин и женщин соответственно.
| Команда | Соревнование   | Групповая стадия | Групповая стадия       | Групповая стадия  | Групповая стадия   | Групповая стадия  | Групповая стадия | Четвертьфиналы  | Полуфиналы              | Финал / За 3 место          | Финал / За 3 место |
| Команда | Соревнование   | Соперник Счёт    | Соперник Счёт          | Соперник Счёт     | Соперник Счёт      | Соперник Счёт     | Место            | Соперник Счёт   | Соперник Счёт           | Соперник Счёт               | Место              |
| ------- | -------------- | ---------------- | ---------------------- | ----------------- | ------------------ | ----------------- | ---------------- | --------------- | ----------------------- | --------------------------- | ------------------ |
| Бельгия | Мужской турнир | Ирландия · В2–0  | Новая Зеландия · В 2–1 | Австралия · В 6–2 | Индия · В 1–2      | Аргентина · Н 3–3 | 1                | Испания · П 2–3 | завершили выступление   | завершили выступление       | 5                  |
| Бельгия | Женский турнир | Китай · В 2–1    | Франция · В 5–0        | Япония · В 3–0    | Нидерланды · П 3–1 | Германия · В 0–2  | 2                | Испания · В 2–0 | Китай · П 1–1 · ПЕН 2–3 | Аргентина · П 2–2 · ПЕН 1–3 | 4                  |

### Мужской турнир
Состав команды
Состав команды был объявлен 6 июля 2024 года.
Тренер:  Колин Бэтч
- Лоик ван Дорен[англ.] ГК
- Тибо Стокбрукс[англ.] НП
- Артур ван Дорен[англ.] ЗЩ
- Джон-Джон Домен ПЗ
- Флоран ван Обель НП
- Готье Боккар ЗЩ
- Николас де Керпель[англ.] НП
- Александр Хендрикс ЗЩ
- Феликс Денайер (К) ПЗ
- Венсан Ванаш ГК
- Артур де Словер[англ.] ЗЩ
- Антуан Кина[англ.] ПЗ
- Лоик Люпаэр[англ.] ЗЩ
- Виктор Веньез[англ.] ПЗ
- Том Бон[англ.] НП
- Максим ван Ост[англ.] ЗЩ
- Нельсон Онана[англ.] НП
- Арно ван Дессел[англ.] ПЗ

Групповой этап
| Поз | Команда        | И | В | Н | П | МЗ | МП | РМ  | О  | Квалификация   |
| --- | -------------- | - | - | - | - | -- | -- | --- | -- | -------------- |
| 1   | Бельгия        | 5 | 4 | 1 | 0 | 15 | 7  | +8  | 13 | Четвертьфиналы |
| 2   | Индия          | 5 | 3 | 1 | 1 | 10 | 7  | +3  | 10 | Четвертьфиналы |
| 3   | Австралия      | 5 | 3 | 0 | 2 | 12 | 10 | +2  | 9  | Четвертьфиналы |
| 4   | Аргентина      | 5 | 2 | 2 | 1 | 8  | 6  | +2  | 8  | Четвертьфиналы |
| 5   | Ирландия       | 5 | 1 | 0 | 4 | 4  | 9  | −5  | 3  |                |
| 6   | Новая Зеландия | 5 | 0 | 0 | 5 | 4  | 14 | −10 | 0  |                |

| 27 июля 2024 10:30     | \| Бельгия \| 2:0 Отчет \| Ирландия \| \| Бун 25' · Хендрикс 49' \| Голы \| \| | Ив дю Мануар (Коломб, Париж), поле 2 Судьи: Шон Рапапорт (ЮАР), Габриэль Лабате (Аргентина) |
| Бельгия                | 2:0 Отчет                                                                      | Ирландия                                                                                    |
| Бун 25' · Хендрикс 49' | Голы                                                                           |                                                                                             |

| 28 июля 2024 17:30          | \| Бельгия \| 2:1 Отчет \| Новая Зеландия \| \| Хендрикс 8' · Ван Обель 44' \| Голы \| Лейн 43' \| | Ив дю Мануар (Коломб, Париж), поле 2 Судьи: Стив Роджерс (Австралия), Дэн Берстоу (Великобритания) |
| Бельгия                     | 2:1 Отчет                                                                                          | Новая Зеландия                                                                                     |
| Хендрикс 8' · Ван Обель 44' | Голы                                                                                               | Лейн 43'                                                                                           |

| 30 июля 2024 19:45 | \| Австралия \| 2:6 Отчет \| Бельгия \| | Ив дю Мануар (Коломб, Париж), поле 1 Судьи: Марцин Грохал (Польша), Гарет Гринфилд (Новая Зеландия) |
| Австралия          | 2:6 Отчет                               | Бельгия                                                                                             |

| 1 августа 2024 10:00 | \| Индия \| 1:2 Отчет \| Бельгия \| | Ив дю Мануар (Коломб, Париж), поле 1 Судьи: Коэн ван Бюнге (Нидерланды), Зик Нюьманн (Австралия) |
| Индия                | 1:2 Отчет                           | Бельгия                                                                                          |

| 2 августа 2024 17:30 | \| Бельгия \| 3:3 Отчет \| Аргентина \| | Ив дю Мануар (Коломб, Париж), поле 2 Судьи: Стив Роджерс (Австралия), Мартин Мэдден (Великобритания) |
| Бельгия              | 3:3 Отчет                               | Аргентина                                                                                            |

Четвертьфинал
| 4 августа 2024 12:30         | \| Бельгия \| 2:3 Отчет \| Испания \| \| Де Слувер 41' · Хендрикс 58' \| Голы \| Бастерра 40' · Рейне 55' · Миралес 57' \| | Ив дю Мануар (Коломб, Париж), поле 1 Судьи: Габриэль Лабате (Аргентина), Йонас ван Т Хек (Нидерланды) |
| Бельгия                      | 2:3 Отчет | Испания                                                                                               |
| Де Слувер 41' · Хендрикс 58' | Голы | Бастерра 40' · Рейне 55' · Миралес 57'                                                                |

### Женский турнир
Состав команды
Состав команды был объявлен 17 июня 2024 года.
Тренер:  Рауль Эхрен
| №  | Позиция | Игрок               | Дата рождения / возраст   | Матчи | Голы | Клуб           |
| -- | ------- | ------------------- | ------------------------- | ----- | ---- | -------------- |
| 3  | Нап     | Жюстин Расир        | 4 декабрь 2001 (22 лет)   | 66    | 6    | Racing         |
| 4  | Нап     | Дельфин Марьен      | 27 март 2002 (22 лет)     | 33    | 8    | Dragons        |
| 6  | Нап     | Шарлотта Энглебер   | 20 май 2001 (23 лет)      | 66    | 18   | Den Bosch      |
| 7  | ПЗ      | Эдит Вандермейрен   | 10 август 1994 (29 лет)   | 233   | 12   | Braxgata       |
| 8  | Защ     | Эмма Пюврес         | 25 июль 1997 (27 лет)     | 195   | 23   | Tilburg        |
| 9  | Нап     | Эмили Уайт          | 20 сентябрь 2004 (19 лет) | 19    | 8    | Waterloo Ducks |
| 13 | ПЗ      | Алиса Жерньер (К)   | 29 июнь 1993 (31 лет)     | 265   | 53   | Gantoise       |
| 15 | Защ     | Ванесса Блокманс    | 4 апрель 2002 (22 лет)    | 40    | 3    | Waterloo Ducks |
| 17 | ПЗ      | Мишель Стрёйк (К)   | 24 июнь 1998 (26 лет)     | 118   | 11   | Gantoise       |
| 19 | ПЗ      | Барбара Нелен (К)   | 20 август 1991 (32 лет)   | 320   | 42   | Gantoise       |
| 22 | Защ     | Стефани Ванден Борр | 14 сентябрь 1997 (26 лет) | 182   | 72   | Braxgata       |
| 26 | Защ     | Лин Хиллеварт       | 27 ноябрь 1997 (26 лет)   | 133   | 1    | Braxgata       |
| 29 | Вр      | Элоди Пикар         | 8 сентябрь 1997 (26 лет)  | 45    | 0    | Royal Antwerp  |
| 30 | Нап     | Амбре Балленгин     | 13 декабрь 2000 (23 лет)  | 79    | 38   | Gantoise       |
| 36 | Защ     | Элен Брассёр        | 4 январь 2002 (22 лет)    | 55    | 0    | Gantoise       |
| 40 | Защ     | Камиль Белис        | 23 октябрь 2004 (19 лет)  | 29    | 0    | Braxgata       |

Групповой этап
| Поз | Команда     | И | В | Н | П | МЗ | МП | РМ  | О  | Квалификация   |
| --- | ----------- | - | - | - | - | -- | -- | --- | -- | -------------- |
| 1   | Нидерланды  | 5 | 5 | 0 | 0 | 19 | 5  | +14 | 15 | Четвертьфиналы |
| 2   | Бельгия     | 5 | 4 | 0 | 1 | 13 | 4  | +9  | 12 | Четвертьфиналы |
| 3   | Германия    | 5 | 3 | 0 | 2 | 12 | 7  | +5  | 9  | Четвертьфиналы |
| 4   | Китай       | 5 | 2 | 0 | 3 | 15 | 10 | +5  | 6  | Четвертьфиналы |
| 5   | Япония      | 5 | 1 | 0 | 4 | 2  | 15 | −13 | 3  |                |
| 6   | Франция (Х) | 5 | 0 | 0 | 5 | 4  | 24 | −20 | 0  |                |

| 28 июля 2024 10:00            | \| Бельгия \| 2:1 Отчет \| Китай \| \| Балленгин 23' · Энглеберт 55' \| Голы \| Чен Ян 46' \| | Ив дю Мануар (Коломб, Париж), поле 1 Судьи: Ханна Харрисон (Великобритания), Амбер Чёрч (Новая Зеландия) |
| Бельгия                       | 2:1 Отчет                                                                                     | Китай |
| Балленгин 23' · Энглеберт 55' | Голы                                                                                          | Чен Ян 46'                                                                                               |

| 29 июля 2024 20:15 | \| Франция \| 0:5 Отчет \| Бельгия \| | Ив дю Мануар (Коломб, Париж), поле 2 Судьи: Лю Сяоин (Китай), Рагу Прасад (Индия) |
| Франция            | 0:5 Отчет                             | Бельгия                                                                           |

| 31 июля 2024 17:00 | \| Бельгия \| 3:0 Отчет \| Япония \| | Ив дю Мануар (Коломб, Париж), поле 1 Судьи: Габриэль Лабате (Аргентина), Айянна Макклин (Тринидад и Тобаго) |
| Бельгия            | 3:0 Отчет                            | Япония |

| 2 августа 2024 12:45 | \| Бельгия \| 1:3 Отчет \| Нидерланды \| | Ив дю Мануар (Коломб, Париж), поле 1 Судьи: Ханна Харрисон (Великобритания), Лю Сяоин (Китай) |
| Бельгия              | 1:3 Отчет                                | Нидерланды                                                                                    |

| 3 августа 2024 19:45 | \| Германия \| 0:2 Отчет \| Бельгия \| | Ив дю Мануар (Коломб, Париж), поле 1 Судьи: Ирене Пресенки (Аргентина), Ванри Вентер (ЮАР) |
| Германия             | 0:2 Отчет                              | Бельгия                                                                                    |

Четвертьфинал
| 5 августа 2024 20:00       | \| Бельгия \| 2:0 Отчет \| Испания \| \| Мариен 46' · Энглеберт 49' \| Голы \| \| | Ив дю Мануар (Коломб, Париж), поле 1 Судьи: Элисон Кёг (Ирландия), Айанна Макклин (Тринидад и Тобаго) |
| Бельгия                    | 2:0 Отчет                                                                         | Испания                                                                                               |
| Мариен 46' · Энглеберт 49' | Голы                                                                              | |

Полуфинал
| 7 августа 2024 19:00                                | \| Бельгия \| 1 : 1 д.в., п. 2:3 Отчет \| Китай \| \| Пуврез 59' \| Голы \| Дзоу Мирон 18' \| \| Энглеберт · Блукманс · Балленгхайн · Разир · Мариен \| Пенальти \| Чен Ян · Хэ Янсин · Дзоу Мирон · Ма Нин \| | Ив дю Мануар (Коломб, Париж), поле 1 Судьи: Эмбер Чурч (Новая Зеландия), Элейша Ньюманн (Австралия) |
| Бельгия                                             | 1 : 1 д.в., п. 2:3 Отчет | Китай                                                                                               |
| Пуврез 59'                                          | Голы | Дзоу Мирон 18'                                                                                      |
| Энглеберт · Блукманс · Балленгхайн · Разир · Мариен | Пенальти | Чен Ян · Хэ Янсин · Дзоу Мирон · Ма Нин                                                             |

Матч за 3 место
| 9 августа 2024 14:00            | \| Аргентина \| 2 : 2 д.в., п. 3 : 1 Отчет \| Бельгия \| \| Горселани 22' · Альбертарио 27' \| Голы \| Пуврез 8' · Расир 27' \| | Ив дю Мануар, Париж, поле 1 Судьи: Эмбер Чурч (Новая Зеландия), Элисон Кёг (IRL) |
| Аргентина                       | 2 : 2 д.в., п. 3 : 1 Отчет | Бельгия                                                                          |
| Горселани 22' · Альбертарио 27' | Голы | Пуврез 8' · Расир 27'                                                            |